# Modlitewnik Jana Zamoyskiego
Modlitewnik Jana Zamoyskiego (łac. Horae Beatae Mariae Virginis ad usum Turonensem, Lat. et Gall.) – najstarsze wydanie drukiem godzinek przechowywane w zbiorach Biblioteki Narodowej.
Egzemplarz w Bibliotece Narodowej jest jedynym na świecie egzemplarzem pierwszego wydania drukowanych francuskich godzinek. Książka wydana została w Paryżu w drukarni Jeana Du Pré około 1485. Zawiera teksty w języku łacińskim i francuskim. Iluminację dzieła stanowią kolorowane całostronicowe drzeworyty. Wymiary książki to 105x80 mm.
Prezentowany egzemplarz znajdował się w od XVI do XX wieku Bibliotece Ordynacji Zamojskiej. Tradycyjnie identyfikowano go jako modlitewnik Jana Zamoyskiego. Po II wojnie światowej egzemplarz został przekazany przez Jana Tomasza Zamoyskiego wraz z innymi zbiorami ordynacji zamojskiej do Biblioteki Narodowej. Od 2024 prezentowany jest na wystawie stałej w Pałacu Rzeczypospolitej.